# فرودگاه بیگ گریک (بیلز)
فرودگاه بیگ گریک (بیلز) (به انگلیسی: Big Creek Airport (Belize)) یک فرودگاه همگانی با کد یاتا BGK است که یک باند فرود آسفالت دارد و طول باند آن ۹۸۵ متر است. این فرودگاه در کشور بلیز قرار دارد و در ارتفاع ۵ متری از سطح دریا واقع شده‌است.